# تومي روبنسون
تومي روبنسون (بالإنجليزية: Tommy Robinson) ناشط يميني بريطاني، مناهض للإسلام، اسمه الحقيقي ستيفن كريستوفر ياكسلي لينون (ولد في 27 نوفمبر 1982) في بلدة لوتون بالقرب من العاصمة لندن، لأب إنجليزي وأم أيرلندية.
اختار اسم تومي روبنسون لينشط في مجموعات "الهوليغانز" المعروفة بتعصبها الكروي، واستخدم هذا الاسم لإخفاء هويته، وكان يرتدي قناعًا يخفي وجهه، الأمر الذي مكنه من التحايل على الشرطة قبل أن تكشف هويته عام 2010.

## تورطه بأحداث شغب 2024
في بداية شهر أغسطس / آب 2024، اندلعت أعمال شغب في احتجاجات مناهضة للمهاجرين بمدن وبلدات في شتى أنحاء بريطانيا، حيث شنت جماعات يمينية متطرفة هجمات على مساجد وفنادق تؤوي طالبي لجوء.
وفي وقت لاحق أفادت وسائل إعلام بريطانية، أن روبنسون نظم أعمال الشغب العنصرية ضد المسلمين والمهاجرين أثناء قضائه عطلة بجزيرة قبرص. وأصدر القضاء البريطاني أمرًا بإلقاء القبض عليه بتهمة "ازدراء القضاء". وقد كُشف أن روبنسون كان يرسل رسائل تحريضية على وسائل التواصل الاجتماعي من فندق كان يقيم فيه.